# Mozilla Europe
Pour les articles homonymes, voir Mozilla.
Mozilla Europe était une association loi de 1901 créée le 17 février 2004 dont la mission était de soutenir le projet Mozilla en développant, déployant et faisant la promotion des logiciels libres issus de la fondation Mozilla, de ses produits dérivés et des projets associés en Europe.
À la suite de la réorganisation de Mozilla, l'association a été dissoute en février 2012.

## Membres dirigeants
- Tristan Nitot (président)
- Jean-Christophe Lapprand (trésorier)
- Pascal Chevrel (secrétaire général)
- Peter Van der Beken
- Axel Hecht
- Zbigniew Braniecki